# Rafael Arévalo
Rafael Arévalo González (Sonsonate, 4 de julho de 1986) é um tenista profissional salvadorenho.
Em Pequim 2008, com um convite participou derrotando Lee Hyung-taik na primeira rodada, e perdendo na sequência para Roger Federer.